# Дейтон (Техас)
Дейтон (англ. Dayton) — місто (англ. city) в США, в окрузі Ліберті штату Техас. Населення — 8777 осіб (2020).

## Географія
Дейтон розташований за координатами 30°2′12″ пн. ш. 94°53′55″ зх. д. / 30.03667° пн. ш. 94.89861° зх. д. (30.036659, -94.898633).  За даними Бюро перепису населення США в 2010 році місто мало площу 54,63 км², з яких 54,60 км² — суходіл та 0,03 км² — водойми.

## Демографія
Згідно з переписом 2010 року, у місті мешкали 7242 особи в 2663 домогосподарствах у складі 1893 родин. Густота населення становила 133 особи/км².  Було 3002 помешкання (55/км²).
Расовий склад населення:
| - 70,4 % — білих - 18,2 % — чорних або афроамериканців - 1,3 % — азіатів - 0,4 % — корінних американців - 7,5 % — осіб інших рас |

До двох чи більше рас належало 2,2 %. Частка іспаномовних становила 15,3 % від усіх жителів.
За віковим діапазоном населення розподілялося таким чином: 28,5 % — особи молодші 18 років, 59,5 % — особи у віці 18—64 років, 12,0 % — особи у віці 65 років та старші. Медіана віку мешканця становила 34,6 року. На 100 осіб жіночої статі у місті припадало 89,4 чоловіків;  на 100 жінок у віці від 18 років та старших — 84,8 чоловіків також старших 18 років.
Середній дохід на одне домашнє господарство  становив 58 967 доларів США (медіана — 50 277), а середній дохід на одну сім'ю — 71 769 доларів (медіана — 63 011). Медіана доходів становила 47 057 доларів для чоловіків та 31 058 доларів для жінок. За межею бідності перебувало 15,1 % осіб, у тому числі 26,8 % дітей у віці до 18 років та 9,5 % осіб у віці 65 років та старших.
Цивільне працевлаштоване населення становило 3379 осіб. Основні галузі зайнятості: освіта, охорона здоров'я та соціальна допомога — 22,3 %, виробництво — 17,5 %, роздрібна торгівля — 12,6 %, будівництво — 9,4 %.